# 班卡乡 (永德县)
班卡乡，是中华人民共和国云南省临沧市永德县下辖的一个乡镇级行政单位。

## 行政区划
班卡乡下辖以下地区：
班卡村、忙中村、忙东村、松坡村、尖山村、放牛场村、放马场村和鱼塘村。